# Lijst van zoogdieren met Nederlandse namen - Z
Dit is een lijst van zoogdieren met Nederlandse namen met als beginletter van hun wetenschappelijke naam een Z.
| Wetenschappelijke naam | Eerste keuze           | Overige Nederlandse namen                               | Commentaar                                         |
| ---------------------- | ---------------------- | ------------------------------------------------------- | -------------------------------------------------- |
| Zaedyus pichiy         | Dwerggordeldier        | Pichi                                                   |                                                    |
| Zaglossus bartoni      | Zwartharige vachtegel  |                                                         | Omvat ook Z. bubuensis, de witstekelige vachtegel. |
| Zaglossus bruijnii     | Gewone vachtegel       | Nieuw-Guinese mierenegel                                |                                                    |
| Zalophus californianus | Californische zeeleeuw |                                                         |                                                    |
| Zapus hudsonius        | Graslandhuppelmuis     | Veldhuppelmuis                                          |                                                    |
| Zapus princeps         | Westelijke huppelmuis  |                                                         |                                                    |
| Zapus trinotatus       | Pacifische huppelmuis  |                                                         |                                                    |
| Ziphius cavirostris    | Dolfijn van Cuvier     | Spitssnuitdolfijn van Cuvier, Cuviers spitssnuitdolfijn |                                                    |
| Zyzomys palatilis      | Carpentarische rotsrat |                                                         |                                                    |
| Zyzomys pedunculatus   | Australische rotsrat   |                                                         |                                                    |

A · 
B ·
C ·
D ·
E ·
F ·
G ·
H ·
I ·
J ·
K ·
L ·
M ·
N ·
O ·
P ·
R ·
S ·
T ·
U ·
V ·
W ·
X ·
Z